# El Heraldo Gallego
El Heraldo Gallego fou un periòdic gallec que es publicà a Ourense entre 1874 i 1880.
Subtitulat Semanario de Ciencias, Artes y Literatura, el seu primer número sortí al carrer l'1 de gener de 1874. Després canvià el seu subtítol a Revista Ilustrada. Edición de intereses generales. Inicialment tenia una periodicitat setmanal, per a passar en 1876 a bisetmanal i un any després a quinzenal; en 1880 tornà a ser bisetmanal. Fundat i dirigit per Valentín Lamas Carvajal, hi col·laboraren, entre d'altres, Alfredo Vicenti Rey, Aureliano Pereira, Juan Antonio Saco y Arce, Filomena Dato Muruais, Arturo Vázquez Núñez i José Pérez Ballesteros. Sobretot va tractar de temes literaris, històrics, debats erudits, qüestions arqueològiques i culturals. En 1878 es va unir amb El Avisador Orensano i esdevingué diari. Cessà la seva publicació el 23 d'octubre de 1880, quan portava publicats 408 números.